# Женское здание (Чикаго)
«Женское здание» (англ. The Woman's Building) — здание, спроектированное и построенное для Всемирной выставки, проходившей в Чикаго в 1893 году. В нём располагались выставочные площади, актовый зал, библиотека и Зал почёта.

## История
Начиная с 1889 года, чикагские женщины-активистки лоббировали идею сделать их город местом Всемирной выставки. Они также ходатайствовали об отдельном официальном месте для представления женщин на предстоящей выставке. Во главе с Эммой Уоллес они предложили создать комитет «Women’s Department for the Fair», куда вошли бы активисты из различных женских организаций, занимающихся благотворительностью, образованием и избирательным правом (суфражистки).

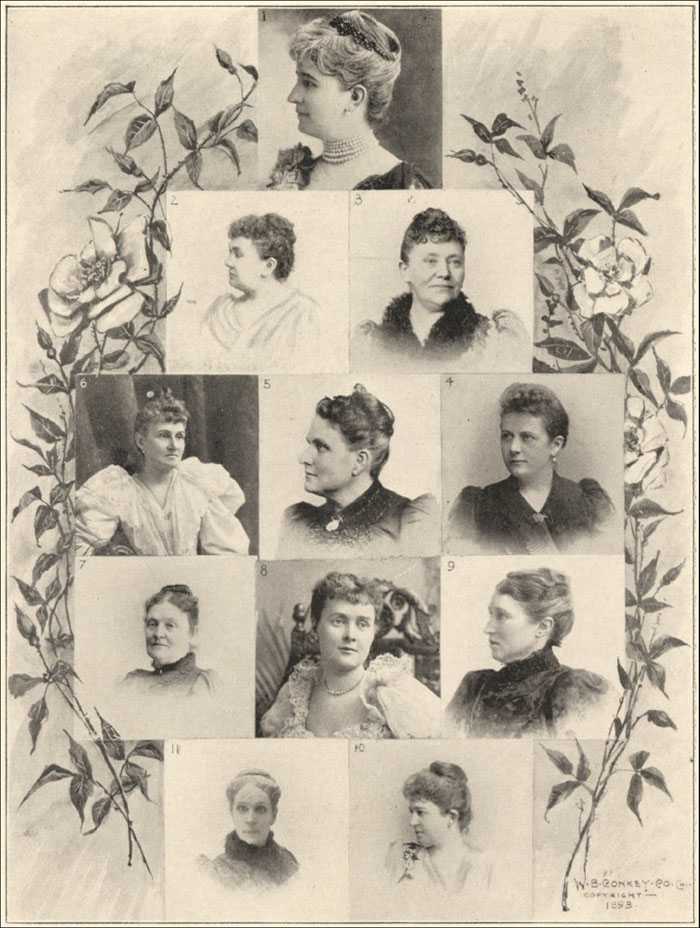
Члены Совета леди-менеджеров

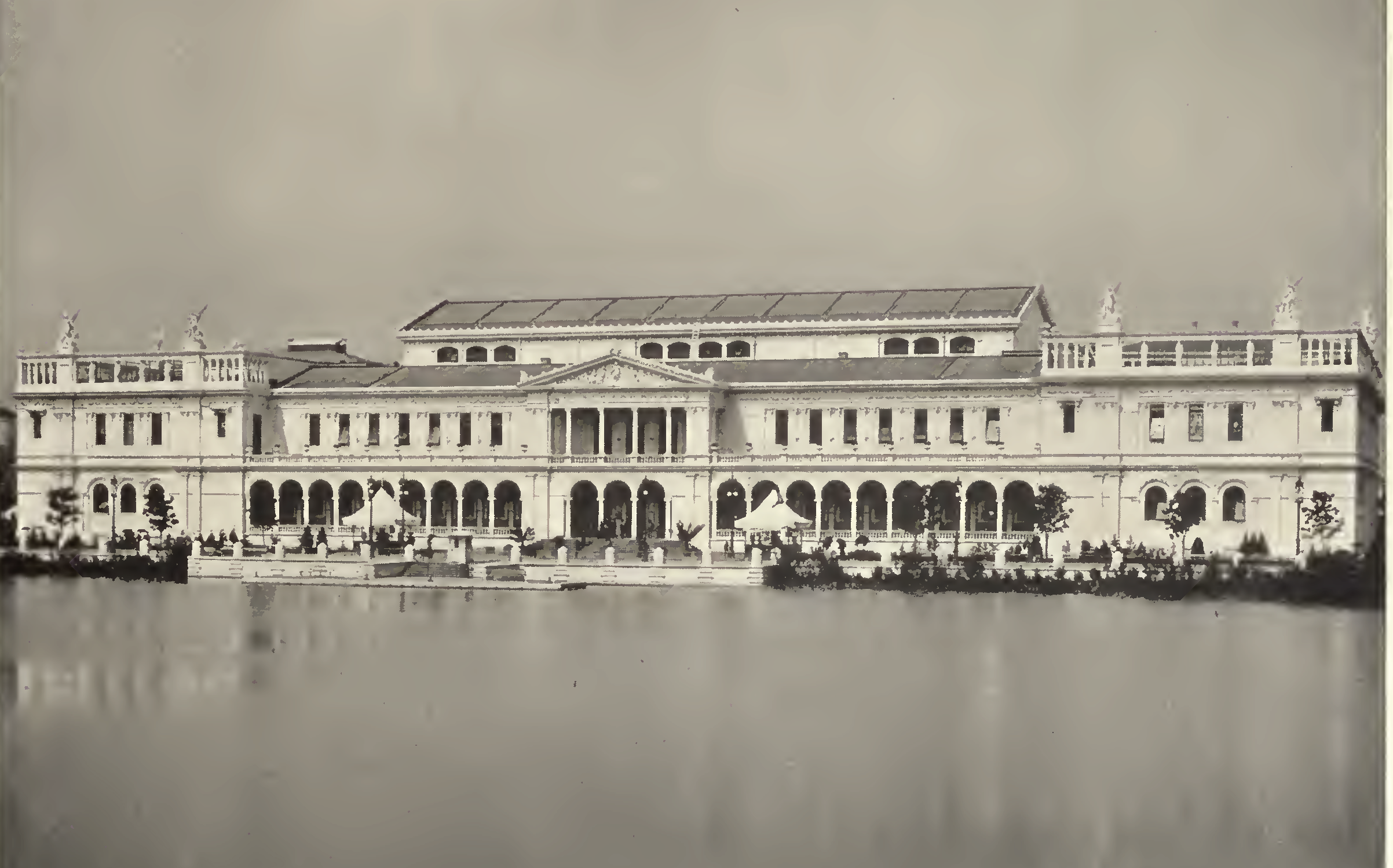
Общий вид здания Woman’s Building

Комитет Сената США, по случаю четырёхсотлетия первого путешествия Колумба в Новый Свет, одобрил закон о выставке (Fair Bill), в котором Чикаго был назван местом проведения Всемирной выставки. Когда законопроект был отправлен в Палату представителей, Уильям Спрингер предложил к нему поправку, предусматривающую создание Совета леди-менеджеров (Board of Lady Managers). Палата приняла законопроект, и в 1890 году президент Бенджамин Харрисон подписал соответствующий закон. В состав правления по организации всемирной выставки вошло 117 человек, включая несколько леди-менеджеров. В числе Совета леди-менеджеров находились: Берта Палмер (президент), Вирджиния Мередит, Мэри Логан.
На строительство «Женского здания» был объявлен конкурс, в котором участвовали 14 женщин-архитекторов — был выбран проект Софии Хейден. Официальным (главным) скульптором стала Элис Райдаут, ей помогали Энид Янделл и Кэндис Уиллер (руководила внутренним убранством здания).
Внутреннее убранство включало фрески, написанные Мэри Лоу («Primitive Woman») и Мэри Кэссетт («Modern Woman»). Четыре панели в Зале почёта были расписаны Люсией Фуллер, Амандой Севелл, Розиной Шервуд и Лидией Эммет. Британская скульптор Эллен Роуп предоставила для «Женского здания» барельеф с изображением «Hope, Charity, Faith and Heavenly Wisdom», роспись потолка библиотеки была выполнена Дорой Кейт.
В «Женском здании» экспонировались работы женщин самых разных областей — от изобразительного и прикладного искусства, литературы и музыки до науки и домашнего хозяйства. Сооружения на всемирных выставках прошлого часто по их окончании сносились. Эта же участь постигла «Женское здание». Многие художественные произведения, созданные для него, были отправлены на хранение и впоследствии утеряны.